# NGC 7332
NGC 7332 (również PGC 69342 lub UGC 12115) – galaktyka soczewkowata (S0), znajdująca się w gwiazdozbiorze Pegaza. Odkrył ją William Herschel 19 września 1784 roku.